# ابن ثور العامري
عبد الله بن ثور العامري المَعروف بـ «ابن ثور العامري» فارس فتّاك وشَاعِر عربي جاهلي من بني البكاء بن عامر بن صعصعة مِن قبيلة هوازن, وهو من الشعراء المجهولين ولا يعرف غير اسمه واسم قبيلته والقَليل من شِعره الذي يَغلب عليه الرثاء والحرب. ويقال انه جد قبيلة بني ثور من سبيع الاول 

## شِعره
في القرن الخامس الميلادي قاد قبيلته إلى النصر في حروبهم مع قبيلتي جرم ونهد فَقَالَ حينما انتصر:
وأيضاً يقول في أحد قصائده الرثائية:
وأيضاً: